# Vue du pont de Sèvres
Vue du pont de Sèvres est un tableau réalisé par le peintre français Henri Rousseau en 1908. Cette huile sur toile est un paysage naïf représentant le pont de Sèvres enjambant la Seine tandis que le survolent un aéroplane, une montgolfière et un dirigeable. Elle est aujourd'hui conservée au musée des Beaux-Arts Pouchkine, à Moscou, en Russie.